# Pescador de la concha
El Pescador de la concha (en francés: Pêcheur à la coquille) o el Pescador napolitano (Pêcheur napolitain) es una escultura en yeso del escultor francés Jean-Baptiste Carpeaux, realizada en 1858. Se conservaba en el Museo del Louvre, pero desde 1986 se traspasó al Museo de Orsay. Esta obra es un testimonio de su trabajo como becado del Premio de Roma en la Villa Médici de Roma, Italia.

## Historia y descripción
En 1856, Jean-Baptiste Carpeaux viajó a Italia para ampliar estudios durante cinco años en la Academia Francesa de Roma, después de haber ganado el Premio de Roma de escultura en 1854. Carpeaux pronto se enfrentó a la necesidad de ir enviando algunas obras a París como una demostración de su progreso. El Pescador de la concha fue el segundo envío a París.
La obra de Carpeaux se etiquetó como un realismo romántico. La escultura representa a un joven pescador agachado que aguanta con sus manos una concha junto a su oreja izquierda, para poder oír el susurro del mar.

## Galería
La pieza original en yeso se conserva en el Museo de Orsay, pero existen otras reproducciones en diferentes materiales en otros museos del mundo. Una de las más destacadas es la realizada en mármol del National Gallery of Art de Washington D. C.. Esta escultura fue adquirida por la emperatriz Eugenia de Montijo, y legada junto a su residencia de Inglaterra a su sobrino Napoleón Víctor Bonaparte. Luego la obra pasó por varios propietarios hasta su llegada a Estados Unidos.

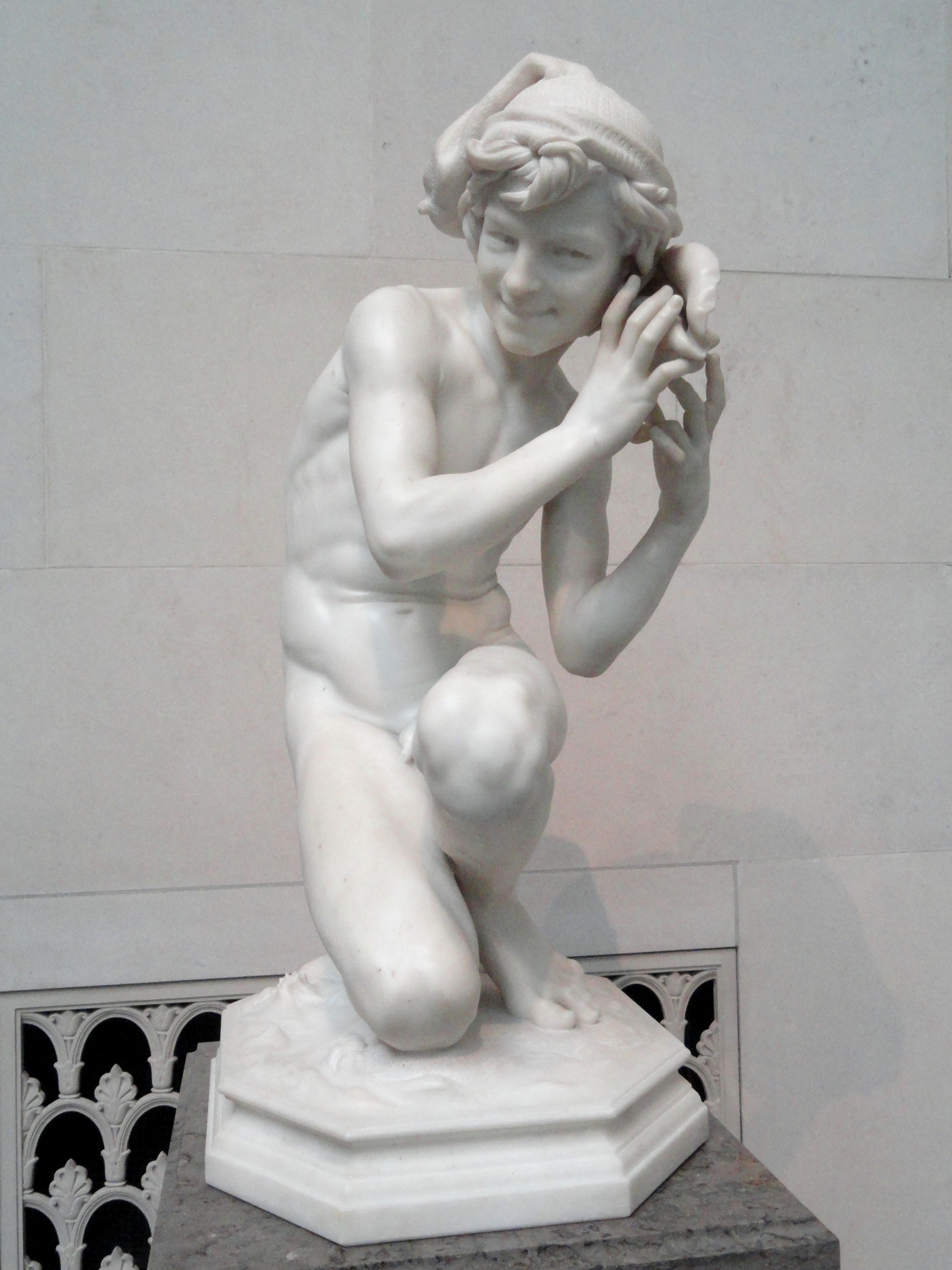
Versión de mármol de la National Gallery of Art.
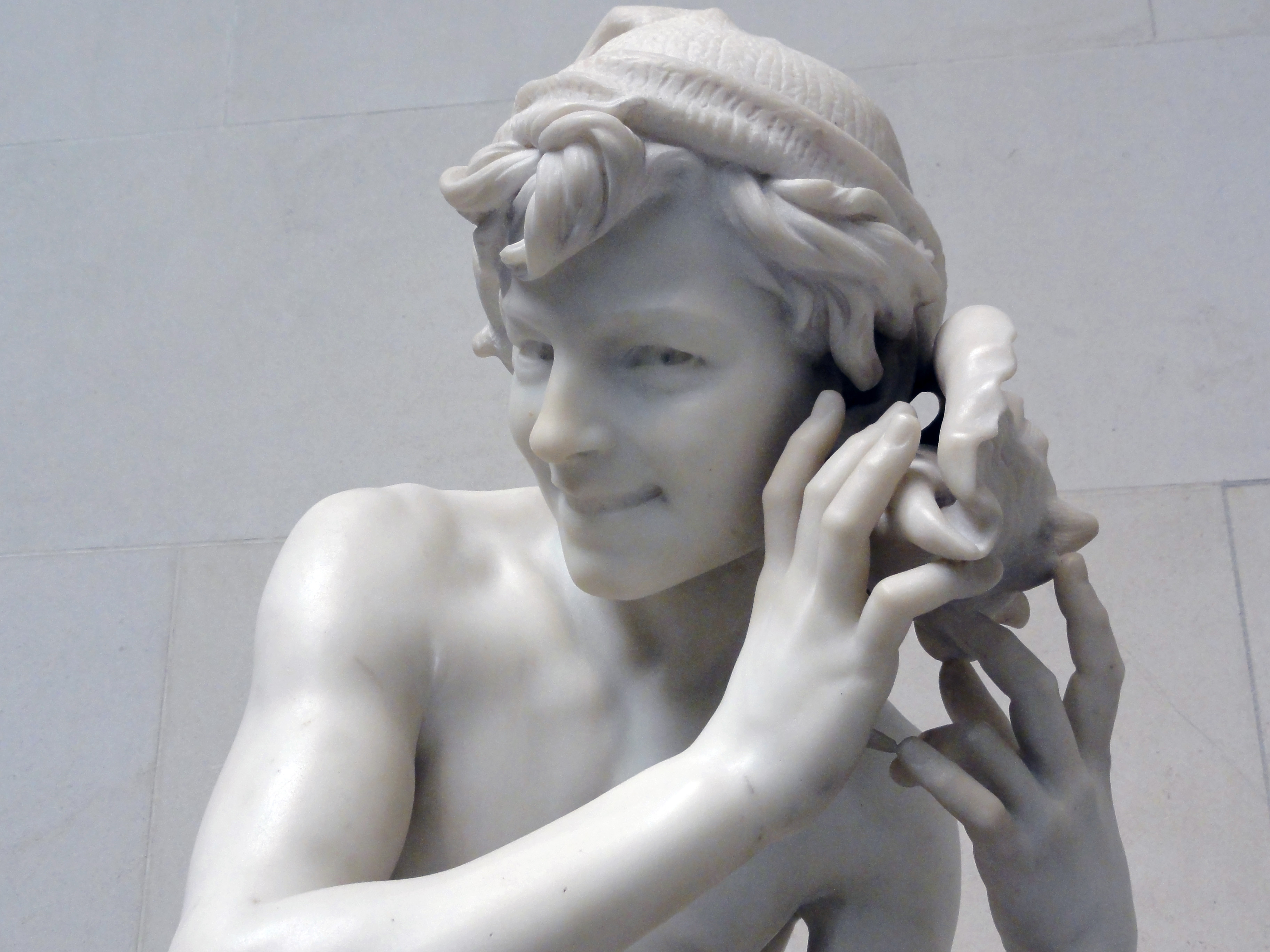
Detalle de la versión en mármol.
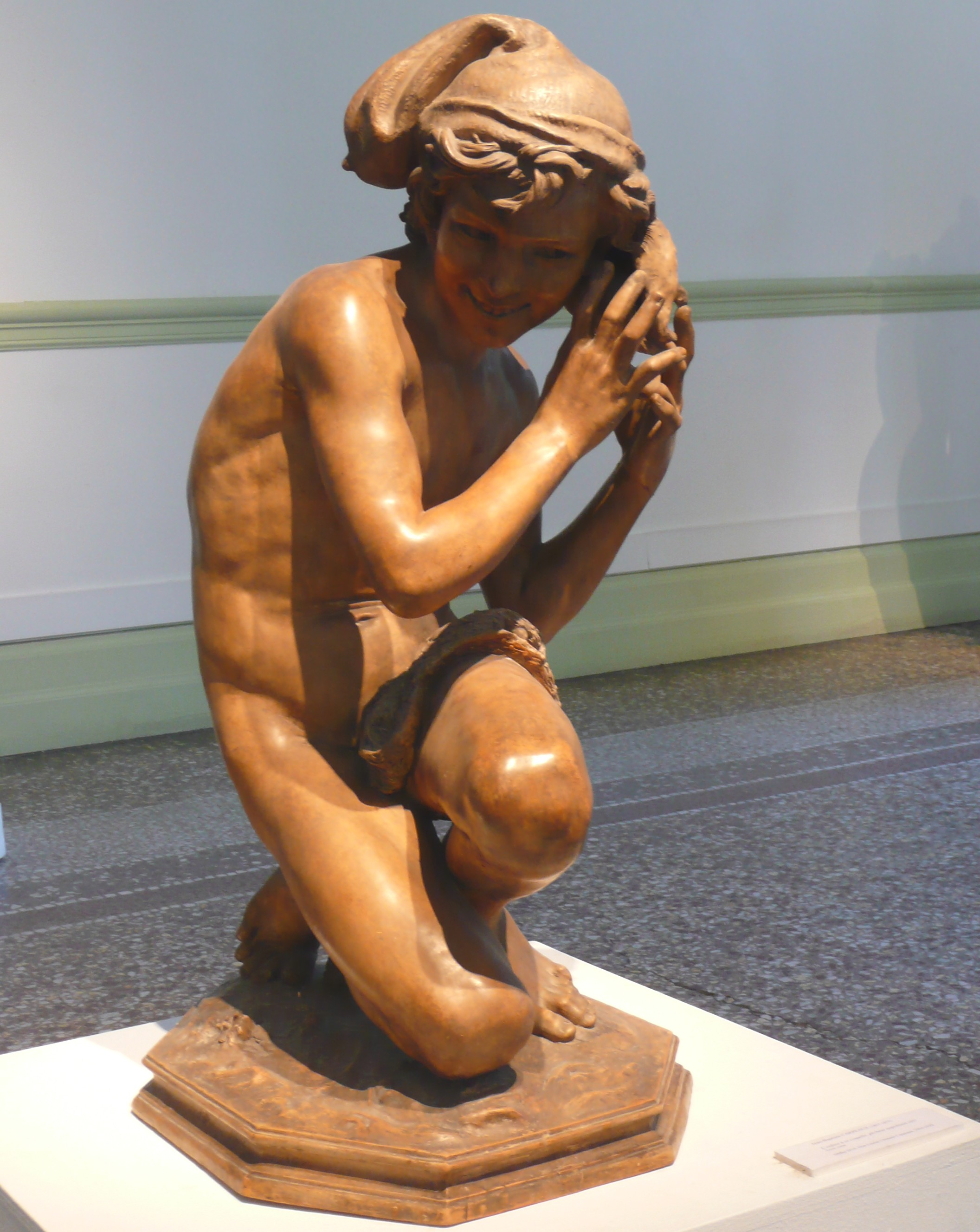
Versión de terracota.
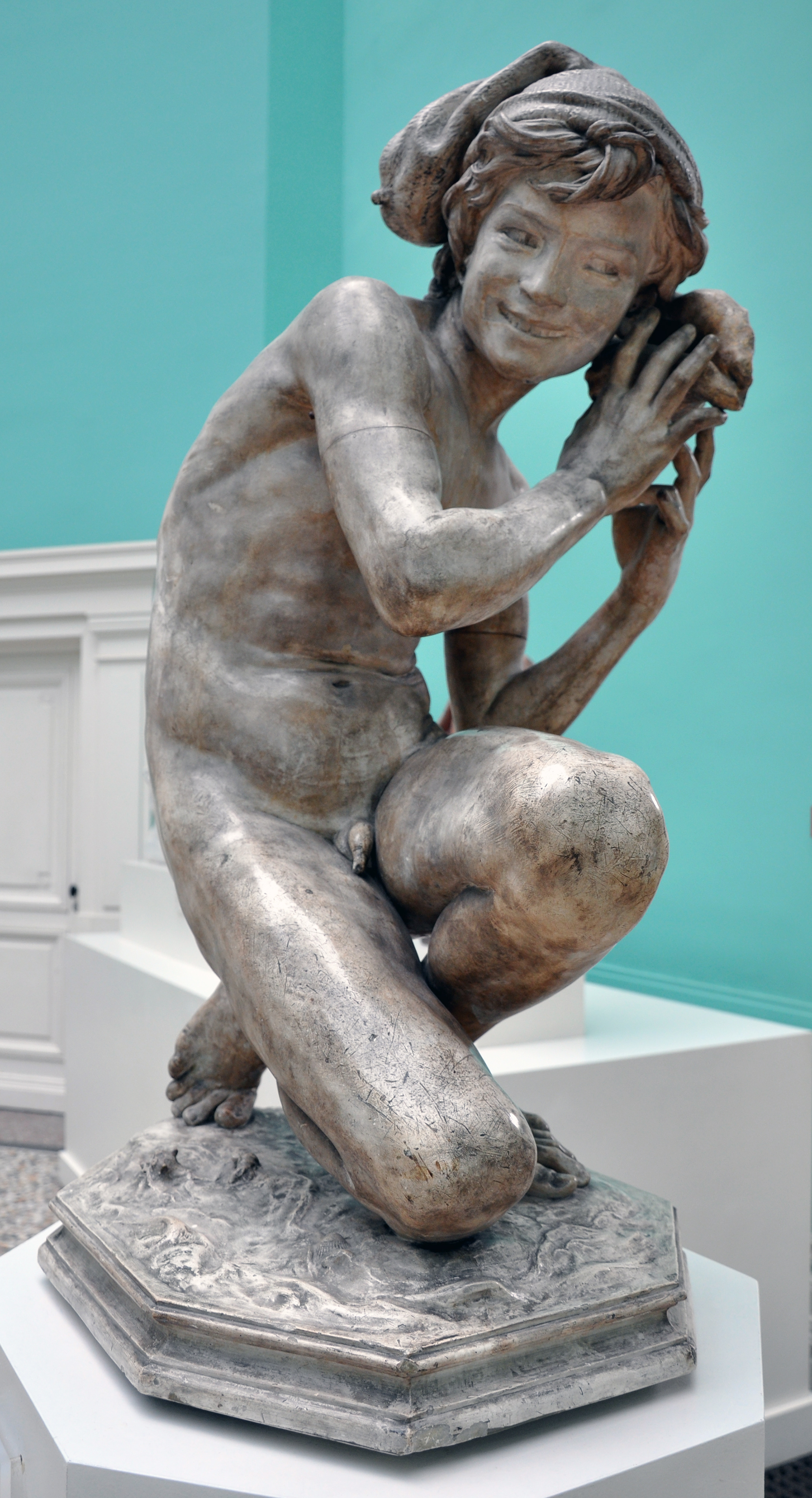
Versión hecha por un alumno de Carpeaux.
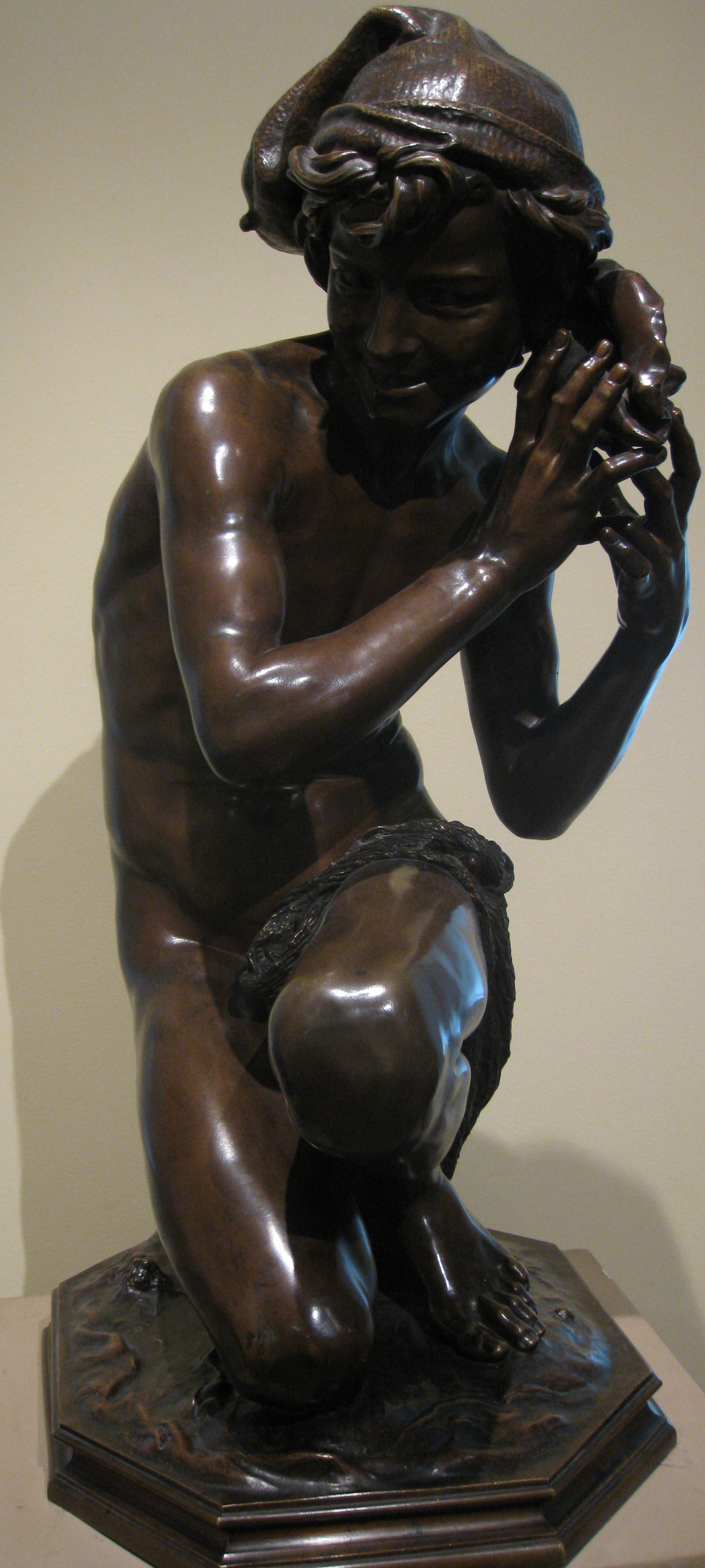
Otra versión de la obra.